# Juliana Rotich
Juliana Rotich (Zimbabue, 1977) es una profesional de la tecnología de la información que ha desarrollado herramientas web para la información de crisis de crowdsourcing y la cobertura de temas relacionados con el medio ambiente.

## Biografía
Juliana Rotich nació en Kenia. Durante su infancia vivió las consecuencias de un país en una situación inestable, después de varios años de guerras locales. Gracias al esfuerzo de sus padres, consiguieron emigrar a Estados Unidos y se establecieron en Misuri, donde pudo ir a la escuela junto a sus hermanos. Junto a su familia aprendió a tener una concepción positiva de la vida y a pesar de las circunstancias vividas en Kenia, siempre pensando en un futuro mejor. Pronto mostró su actitud amistosa y positiva en el colegio, destacando en los estudios con un increíble potencial e inteligencia.
Desde joven, Juliana Rotich siempre hbía tenido fascinación por las computadoras, así como facilidad para la programación. Decidió matricularse en la Universidad de Misuri para estudiar Tecnología de la Información. Pasaba mucho tiempo leyendo sobre computadoras y aprendiendo su funcionamiento. A menudo impresionaba a sus profesores con su velocidad de aprendizaje y finalmente obtuvo con éxito su licenciatura.

## Trayectoria
Desde los inicios del año 200 y durante su época universitaria, Juliana Rotich participó empezó a participar activamente en diversos medios sociales, especialmente en blogs. Practicó el periodismo y escribió dando sus opiniones sobre los asuntos de actualidad en ese momento en los Estados Unidos y en Kenia, su país natal que nunca dejó de tener presente.
Tras su formación en redes y computadoras, Rotich creyó que la mejor manera de ayudar a sus compatriotas era proporcionarles un método para recibir información y darles voz en línea. Esas ideas la llevaron a desarrollar el proyecto de software libre "Ushahidi" -que significa "testimonio", en suajili-. El proyecto se estrenó durante la crisis de las elecciones presidenciales de Kenia de 2007-2008.Gracias a "Ushahidi", la población keniana pudo mantenerse al día con la información más reciente e informar sobre las crisis en sus comunidades, lo que permitió a los sectores gubernamentales reaccionar a tiempo.
Ushahidi es un proyecto de software de código abierto que utiliza datos de geolocalización, telefonía móvil e informes web para proporcionar informes e información sobre crisis. Desde entonces se ha utilizado en Chile, Japón, Nueva Zelanda, Australia, Pakistán, Tanzania y Haití.
En sus propias palabras, Juliana Rotich describía en una entrevista qué es Ushahidː

“Ushahidi provides the tools that will enable citizens to be more effective at telling their story, gathering data about what they care about, and figuring out how to change the issue. Ushahidi addresses the need to accurately share information by creating direct channels for citizens to amplify their voices directly to service providers. By aggregating various streams of data/information, the Ushahidi platform collates information and visualizes it in creative ways that serve to empower and inform any user to act.”
"Ushahidi proporciona las herramientas que permitirán a los ciudadanos ser más eficaces a la hora de contar su historia, reunir datos sobre lo que les importa y averiguar cómo cambiar el tema. Ushahidi aborda la necesidad de compartir información con precisión creando canales directos para que los ciudadanos amplifiquen sus voces directamente a los proveedores de servicios. Al agregar varios flujos de datos/información, la plataforma de Ushahidi recopila información y la visualiza en formas creativas que sirven para potenciar e informar a cualquier usuario para que actúe".
Juliana Rotich

Como bloguera, Rotich es autora de artículos en Afrigadget.com y actuó como editora ambiental de Global Voices Online y como oradora pública, es conocida por sus comentarios sobre tecnología en África y por expresar su preocupación por la pérdida de bosques indígenas y áreas de captación de agua en Kenia. 
Su importante papel en el desarrollo de "Ushahidi", así como de sus programas derivados "SwiftRiver" (un conjunto de programas de reunión en tiempo real) y "Crowdmap", le valió el reconocimiento de muchas instituciones y organizaciones internacionales; entre ellas, "TED", que convirtió a Rotich en Miembro Superior y le concedió un puesto en la Conferencia Mundial TED Global en Arusha en 2007.
En 2014, Rotich presentó la Conferencia anual Design Indaba en Ciudad del Cabo- Desde 2014 hasta 2015, formó parte del Grupo Asesor de Expertos Independientes del Secretario General de las Naciones Unidas, Ban Ki-moon, sobre la Revolución de Datos para el Desarrollo Sostenible, copresidido por Enrico Giovannini y Robin Li. Posteriormente, en 2017, Rotich participó en la cumbre del W20 en Berlín, Alemania, y en un panel de discusión junto con la canciller Angela Merkel, la directora del FMI, Christine Lagarde, la reina Máxima de los Países Bajos, la ministra canadiense de Asuntos Exteriores, Chrystia Freeland, Ivanka Trump y otros, en representación BRCK.
Fue la directora del grupo de países de África Oriental para BASF de mayo a diciembre de 2018. También pertenece a la Fundación Bankinter para el Emprendimiento y la Innovación en España, así como es miembro de la junta de Standard Media Group y la Junta de Entrega de Kenia Vision 2030.

## Reconocimientos
Juliana Rotich ha ganado muchos premios por su trabajo innovador en tecnología. En 2011, el Foro Económico Mundial la nombró Emprendedora Social del Año de la Fundación Schwab en África. Ese mismo año,The Guardian la incluyó en su Top 100 Women Technology. En 2015 estuvo en la lista Top 10 Women in Technology, por The Guardian.
En octubre de 2019 la canciller alemana  Angela Merkel le hizo entrega del Premio alemán para África, concedido desde 1993 por la Fundación Alemana para el África con el objetivo de honrar a "personas destacadas por sus esfuerzos de larga duración para fomentar la democracia, la paz, los derechos humanos, el arte, la cultura, la economía de mercado social y las preocupaciones sociales".